# Jamālābād-e Kūseh
Jamālābād-e Kūseh (persiska: جمال آباد کوسه) är en ort i Iran.   Den ligger i provinsen Gilan, i den nordvästra delen av landet, 210 km nordväst om huvudstaden Teheran. Jamālābād-e Kūseh ligger 320 meter över havet och antalet invånare är 519.
Terrängen runt Jamālābād-e Kūseh är varierad.Runt Jamālābād-e Kūseh är det ganska glesbefolkat, med 45 invånare per kvadratkilometer. Närmaste större samhälle är Lowshān, 6,7 km sydost om Jamālābād-e Kūseh. Trakten runt Jamālābād-e Kūseh består i huvudsak av gräsmarker.